# Liste der Deutschen Meister im Vielseitigkeitsreiten
Die deutschen Meisterschaften im Vielseitigkeitsreiten werden seit 1959 jährlich (mit einigen Ausnahmen) als Turnier ausgerichtet. Im Gegensatz zu der Meisterschaft im Springreiten treten Herren und Damen gegeneinander an.

## Austragungsorte
Seit 2014 findet die Deutsche Meisterschaft im Vielseitigkeitsreiten in Luhmühlen statt. Von 2006 bis 2010 sowie 2013 wurde das Turnier in Schenefeld ausgetragen. Weitere Veranstaltungsorte in der Zeit von 1959 bis 2005 waren Bonn-Rodderberg, Achselschwang , Bielefeld, Lage-Siekkrug, Böen-Bunnen, Walldorf, Verden, München, Münster, Vechta und Steinhagen-Pattenhorst.

## Jahre ohne vergebene Meistertitel
Im Jahr 1964 fand keine Deutsche Meisterschaft im Vielseitigkeitsreiten statt, da in diesem Jahr die Olympischen Sommerspiele in Tokio stattfanden.
Wie auch 1968 wurde keine Meisterschaft im Jahr 1972 ausgetragen, da Tierschutzverbände „vorsorglich Anzeigen“ gegen die Veranstaltung eingereicht hatten, weil die Disziplin zu dieser Zeit aufgrund der hohen Belastung für Reiter und Tier Gefahren barg und zu einer großen Debatte um die Durchführung von Meisterschaften führte. Warum die Meisterschaft im Jahr 1976 abgesagt wurde, ist nicht näher bekannt.
Während der Meisterschaft 2007 stürzte Tina Richter-Vietor am zweiten Hindernis mit ihrem neun Jahre alten Wallach Paulchen Panther und starb an den Folgen des Sturzes am Unfallort. Daraufhin wurde das Turnier unterbrochen und die Deutsche Meisterschaft abgesagt.
Im Jahr 2014 fiel die Deutsche Meisterschaft im Vielseitigkeitsreiten in Schenefeld aufgrund von mangelnder Finanzierung aus und der Meistertitel konnte daher nicht vergeben werden.

## Deutsche Meisterschaften
| Jahr | Ort                                     | Sieger                            |                   |
| ---- | --------------------------------------- | --------------------------------- | ----------------- |
| 2025 | Luhmühlen                               | Julia Krajewski Uelzener's Nickel |                   |
| 2024 | Luhmühlen                               | Michael Jung fischerChipmunk FRH  |                   |
| 2023 | Luhmühlen                               | Julia Krajewski Ero de Cantraie   |                   |
| 2022 | Luhmühlen                               | Michael Jung Highlighter          |                   |
| 2021 | Luhmühlen                               | Michael Jung Chipmunk FRH         |                   |
| 2020 | Luhmühlen                               | Ingrid Klimke Asha P              |                   |
| 2019 | Luhmühlen                               | Julia Krajewski Samourai du Thot  |                   |
| 2018 | Luhmühlen                               | Julia Krajewski Samourai du Thot  |                   |
| 2017 | Luhmühlen                               | Bettina Hoy Seigneur Medicott     |                   |
| 2016 | Luhmühlen                               | Sandra Auffarth Opgun Louvo       |                   |
| 2015 | Luhmühlen                               | Andreas Ostholt So is et          |                   |
| 2014 | Luhmühlen                               | Meistertitel nicht vergeben       |                   |
| 2013 | Schenefeld                              | Andreas Dibowski Butts Leon       |                   |
| 2012 | Luhmühlen                               | Michael Jung River of Joy         |                   |
| 2011 | Luhmühlen                               | Andreas Ostholt Franco Jeas       |                   |
| 2010 | Schenefeld                              | Julia Mestern FRH Schorsch        |                   |
| 2009 | Schenefeld                              | Ingrid Klimke FRH Butts Abraxxas  |                   |
| 2008 | Schenefeld                              | Frank Ostholt Air Jordan          |                   |
| 2007 | Schenefeld                              | Meisterschaft abgebrochen         |                   |
| 2006 | Schenefled                              | Bettina Hoy Ringwood Cockatoo     |                   |
| 2005 | Bonn-Rodderberg                         | Frank Ostholt Air Jordan          |                   |
| 2004 | Bonn-Rodderberg                         | Bettina Hoy Ringwood Cockatoo     |                   |
| 2003 | Luhmühlen                               | Frank Ostholt Air Jordan          |                   |
| 2002 | Luhmühlen                               | Bettina Hoy Ringwood Cockatoo     |                   |
| 2001 | Luhmühlen                               | Ingrid Klimke Robinson's Concord  |                   |
| 2000 | Achselschwang                           | Ingrid Klimke Sleep Late          |                   |
| 1999 | Bonn-Rodderberg                         | Ingrid Klimke Sleep Late          |                   |
| 1998 | Luhmühlen                               | Inken Johannsen Brilliante        |                   |
| 1997 | Luhmühlen                               | Bodo Battenberg Sam the Man       |                   |
| 1996 | Luhmühlen                               | Bodo Battenberg Sam the Man       |                   |
| 1995 | Luhmühlen                               | Edith Schless-Beine Timothy       |                   |
| 1994 | Achselschwang                           | Cord Mysegaes Chuckles            |                   |
| 1993 | Luhmühlen                               | Marina Loheit Sundance Kid        |                   |
| 1992 | Luhmühlen                               | Matthias Baumann Alabaster        |                   |
| 1991 | Luhmühlen                               | Matthias Baumann Alabaster        |                   |
| 1990 | Achselschwang                           | Matthias Baumann Shamrock         |                   |
| 1989 | Luhmühlen                               | Hans-Friedrich Nagel Slainey Time |                   |
| 1988 | Bielefeld                               | Simone Richter-Kals Bantu         |                   |
| 1987 | Lage-Siekkrug                           | Dieter Hesselbach Ryan`s Cross    |                   |
| 1986 | Böen-Bunnen                             | Burkhart Wahler Prätorius         |                   |
| 1985 | Walldorf                                | Jörn Stolle Obidiah Ghossip       |                   |
| 1984 | Achselschwang                           | Burkhard Tesdorpf Freedom         |                   |
| 1983 | Luhmühlen                               | Claus Erhorn Fair Lady            |                   |
| 1982 | Achselschwang                           | Dietmar Hogrefe Foliant           |                   |
| 1981 | Luhmühlen                               | Horst Karsten Takar xx            |                   |
| 1980 | Bielefeld                               | Otto Ammermann Volturno           |                   |
| 1979 | Achselschwang                           | Harry Klugmann Veberod            |                   |
| 1978 | Luhmühlen                               | Otto Ammermann Volturno           |                   |
| 1977 | Luhmühlen                               | Horst Karten Sioux                |                   |
| 1976 | nicht ausgetragen                       | nicht ausgetragen                 | nicht ausgetragen |
| 1975 | Verden                                  | Herbert Blöcker Milano            |                   |
| 1974 | Lage-Siekkrug                           | Herbert Blöcker Benson            |                   |
| 1973 | Luhmühlen                               | Horst Karten Sioux                |                   |
| 1972 | nicht ausgetragen                       | nicht ausgetragen                 |                   |
| 1971 | München                                 | Harry Klugmann Christopher-Robert |                   |
| 1970 | Luhmühlen                               | Bernd Messmann Windspiel          |                   |
| 1969 | Luhmühlen                               | Otto Ammermann Alpaca             |                   |
| 1968 | nicht ausgetragen                       | nicht ausgetragen                 |                   |
| 1967 | Luhmühlen                               | Ludwig Gössing Rebell             |                   |
| 1966 | Luhmühlen                               | Ludwig Gössing Rebell             |                   |
| 1965 | Luhmühlen                               | Horst Karsten Angelika            |                   |
| 1964 | nicht ausgetragen                       | nicht ausgetragen                 | nicht ausgetragen |
| 1963 | Luhmühlen                               | Horst Karsten Condora             |                   |
| 1962 | Luhmühlen                               | Fritz Ligges Donkosak             |                   |
| 1961 | Luhmühlen/Münster                       | Fritz Ligges Föhn                 |                   |
| 1960 | Münster                                 | Reiner Klimke Fortunat            |                   |
| 1959 | Vechta/Luhmühlen/Steinhagen-Pattenhorst | Siegfried Dehning Fechtlanze      |                   |